# 长管蝙蝠草
长管蝙蝠草（学名：Christia constricta），为豆科蝙蝠草属下的一个植物种。